# كريستوفر براون
كريستوفر براون (15 يوليو 1991 بغانا - ) هو لاعب كرة قدم غاني في مركز الدفاع.

## روابط خارجية
- كريستوفر براون على موقع قاعدة بيانات كرة القدم.إي يو (الإنجليزية)
- كريستوفر براون على موقع Soccerway.com (الإنجليزية)
- كريستوفر براون على موقع عالم كرة القدم.نت (الإنجليزية)